# Patrick Tang
Patrick Tang (n. 6 de mayo de 1974) es un cantante, actor y presentador de televisión hongkonés, que ha participado en numerosas producciones de teatro y cine. En el plano personal él tiene tres hermanas, su carrera artística como actor comenzó trabajando para la red TVB, desde el 2000 hasta la fecha.

## Filmografía

### Televisión
| Año  | Título                     | Personaje                | Notas                                                                |
| ---- | -------------------------- | ------------------------ | -------------------------------------------------------------------- |
| 2000 | War of the Genders         | Siu Tit Nam (Man)        |                                                                      |
| 2001 | The Awakening Story        | Suen Hing Chai (Stephen) |                                                                      |
| 2003 | Triumph in the Skies       | Tai Hung                 | Guest star (ep. 34)                                                  |
| 2004 | To Get Unstuck in Time     | Yuen Chee Go (Hugo)      |                                                                      |
| 2005 | Just Love                  | So Nga Gei (AK)          |                                                                      |
| 2005 | Into Thin Air              | Kong Fai                 |                                                                      |
| 2006 | A Beautiful New World      | Bao Jia Long             | aka Love to be Found in New Here                                     |
| 2007 | Marriage of Inconvenience  | Chui Yu Duk              |                                                                      |
| 2008 | War of In-Laws II          | Lau Ching San            |                                                                      |
| 2009 | The King of Snooker        | Kan Tze Him              |                                                                      |
| 2009 | Just Love II               | So Nga Gei (AK)          |                                                                      |
| 2009 | The Threshold of a Persona | Au Shun Fung             |                                                                      |
| 2010 | Gun Metal Grey             | Ding Yun-hou             | Guest star (ep. 21-24)                                               |
| 2011 | 7 Days in Life             | Dai Siu-nam              | Nominated — TVB Anniversary Award for Best Supporting Actor (Top 15) |
| 2012 | Tiger Cubs                 | Ben Fong                 |                                                                      |
| 2012 | King Maker                 |                          |                                                                      |
| 2012 | Friendly Fire              | Patrick                  |                                                                      |
| 2013 | The Day of Days            | Tong Siu-Yip             |                                                                      |
| 2013 | Slow Boat Home             | Vincent                  |                                                                      |
| 2013 | Will Power                 | Bevis                    |                                                                      |
| 2014 | Line Walker                | Yip Siu-leung/Marco      |                                                                      |
| 2014 | Tiger Cubs 2               |                          |                                                                      |

### Filmografía
| Año  | Título                             | Personaje                              | Notas                                         |
| ---- | ---------------------------------- | -------------------------------------- | --------------------------------------------- |
| 2000 | Textiles at Heart                  | Lee Sam                                |                                               |
| 2002 | If U Care...                       | Philip                                 | aka If You Care...                            |
| 2002 | My Wife is 18                      | Mr. Lam                                |                                               |
| 2002 | Market's Romance                   | Gary                                   |                                               |
| 2003 | Sai Kung Story                     | Man                                    |                                               |
| 2003 | My Lucky Star                      | Customer in cybercafe / Imperial guard |                                               |
| 2003 | The Two Individual Package Women   | Ming                                   |                                               |
| 2003 | Truth or Dare: 6th Floor Rear Flat | Jean                                   |                                               |
| 2003 | Dragon Loaded 2003                 | "Wickedhead" watching firework         |                                               |
| 2003 | Shiver                             | Ming's subordinate                     |                                               |
| 2004 | Hot Cop in the City                | Lam Chun / Handsome                    |                                               |
| 2004 | Protege de la Rose Noire           | Rascal fighting on street              | aka Black Rose Academy                        |
| 2004 | Sex and the Beauties               | bartender                              | aka Love and the City                         |
| 2004 | Herbal Tea                         | Lance Siu                              | aka Herbal Tea Story                          |
| 2004 | The White Dragon                   | Gene                                   |                                               |
| 2006 | Cocktail                           | Dave                                   |                                               |
| 2006 | Family Together                    |                                        |                                               |
| 2006 | Wo Hu                              | Ball                                   | aka Operation Undercover aka Undercover Tiger |
| 2007 | Qing Ping Guo                      |                                        |                                               |
| 2007 | The Lady Iron Chef                 | MC                                     |                                               |
| 2007 | Whispers and Moans                 | Tony                                   |                                               |
| 2008 | Love is Elsewhere                  | Fong Chi-Ho                            |                                               |
| 2009 | The Sniper                         | Police Chung                           |                                               |
| 2010 | Break Up Club                      | Sunny                                  |                                               |
| 2011 | I Love Hong Kong                   |                                        |                                               |